# 深柳镇
深柳镇，是中华人民共和国湖南省常德市安乡县下辖的一个乡镇级行政单位。

## 行政区划
深柳镇下辖以下地区：
官陵湖社区、潺陵社区、五总社区、书院洲社区、西门口社区、长岭洲社区、保堤社区、文昌湾社区、深柳社区、蹇家渡村、肖公咀村、白马庙村、芝子湖村、官保村、孟家洲村、子龙庵村、下码头村、新开口村、桃花岭村、官陵湖村和华南新村。